# 罗布·米切尔
罗布·米切尔（英語：Rob Mitchell，1976年5月8日—），澳大利亚男子赛艇运动员。他曾代表澳大利亚参加法国举行的1997年世界赛艇锦标赛，获得男子轻量级八人单桨有舵手金牌。